# Brodnice
Brodnice este o localitate din comuna Laško, Slovenia, cu o populație de 70 de locuitori.